# Frames
O termo FRAMES surgiu com pesquisas na Psicologia, inicialmente com o artigo “ A  Theory  of  Play  and  Fantasy”,  publicado em  1955 por Gregory  Bateson. Segundo ele,  “as  interações  ancoram - se em  quadros (frames)  de  sentido  que moldam as interpretações e ações dos atores envolvidos”. No campo da Antropologia a noção de frames “como um recurso cognitivo estruturador da experiência” aparece na obra “Frame  analysis:  an  essay on  the  organization  of  experience ” de Erving Goffman (1986). 
No âmbito da Inteligência Artificial (AI) a obra de Marvin Minsky (A Framework for Representing Knowledge, 1974), trata frames como “uma estrutura de dados para representar uma situação estereotipada [...]”.
Na Linguística os primeiros estudos sobre frames foram sistematizados por Charles Fillmore (Frame Semantics and the Nature of Language, 1976). Segundo ele, o usuário de uma língua faz uso de frames quando “[...]  interpreta  seu ambiente,  formula  suas  próprias  mensagens,  compreende  as  mensagens  dos outros,  e  acumula  ou  cria  um  modelo  interno  de  seu  mundo”.
A partir dos estudos de Fillmore (1976), frames é definido também no campo da Linguística Cognitiva:
- Charles J. Fillmore, Frame semantics. Linguistics in the morning calm (1982), o frame representa um sistema de conceitos relacionados entre si, em que o entendimento de um dos conceitos desta rede de conceitos implica a compreensão dos demais conceitos.

- ________, Frames and the semantics of understanding (1985), menciona que qualquer sistema de conceitos relacionados de tal maneira que, para compreender qualquer um desses conceitos, você precisa compreender a estrutura inteira em que tal conceito se encaixa; quando uma das coisas de tal estrutura é introduzida em um texto, ou em uma conversação, todas as outras automaticamente se tornam disponíveis.

- Zoltán KÖVECSES, Language, Mind, and Culture. (2006), pontua que os frames são representações mentais estruturadas de uma área da experiência humana (ou seja, objectos ou eventos). Como tal, equivalem a representações de protótipos. Estruturas Framelike receberam uma variedade de nomes na literatura, incluindo modelo, modelo cognitivo idealizado, domínio, guião, cena, gestalt experiencial, teoria popular, e vários outros. Os frames têm papéis  que  podem instanciar por valores particulares. Os frames são como esquemas em que sancionam instâncias mais específicas.

- Antônio Suárez  Abreu, no livro Linguística Cognitiva: uma visão geral e aplicada (2010) define frame como sendo o domínio semântico vinculado a uma palavra, formado tanto por um conjunto de elementos prototípicos, que pode ser considerado como uma espécie de “núcleo duro”, como também por outros elementos vinculados a imaginação (p 37).

- Paulo Henrique Duque, Discurso e cognição: uma abordagem baseada em frames (2015), pontua frames como sendo mecanismos cognitivos através dos quais organizamos pensamentos, ideias e visões de mundo. Novas informações só ganham sentido se forem integradas a frames construídos por meio da interação ou do discurso.

- Lilian Ferrari, na obra Introdução à Linguística Cognitiva (2020) menciona que o termo frame designa um sistema estruturado de conhecimento, armazenado na memória de longo prazo e organizado a partir da esquematização da experiência (p.50).

## Uma proposta de tipologia
A Semântica de frames, segundo Duque e Souza (2018), configura-se como um modelo de análise que visa a uma representação da organização e da representação dos conceitos (frames) na nossa mente. Portanto, ela tem o objetivo de explicar as variações de sentidos de itens lexicais. Dessa forma, são diversos os mecanismos cognitivos acionados pelas construções gramaticais, que, nessa ótica, acionam um conteúdo lexical em uma intricada rede de frames conectados, os quais, por sua vez, estão conectados e ancorados em outros recursos cognitivos como metáfora, metonímia, inferência, espaços mentais, mesclagem, recursividade, categorias de nível básico, fenômeno prototípico e esquemas imagéticos (FAUCONNIER; TURNER, 1994; LAKOFF, 1990).
Em seu trabalho Discurso e Cognição: uma abordagem baseada em frames (2015), Paulo Duque destaca que são vários os critérios que podem ser considerados na categorização dos frames, como grau de complexidade, domínio a que pertence (p. ex.: sociedade, política, religião etc.), tipo de expressão linguística a que está associado (categoria gramatical, estrutura gramatical etc.) ou grau de especificidade (ou de universalidade) cultural. Segue a  proposta de classificação dos frames (DUQUE, 2015): 
- Frames Conceptuais Básicos - estão associados  diretamente  a  itens  ou expressões  lexicais  individuais. Ex: palavras como “comprar” e “vender” estão associadas  a  eventos  específicos  do frame TRANSAÇÃO - COMERCIAL, que por sua vez, é constituído     por     cinco     papéis     fundamentais     COMPRADOR,  VENDEDOR, MERCADORIA, DINHEIRO e VALOR.

- Esquema Imagético (Esquema - I) - é um frame extremamente simples e muito básico. Os esquemas-I estão envolvidos em relações espaciais básicas, tais como as expressas por preposições.

- Frames interacionais - orientam a nossa conduta e as nossas expectativas no discurso. Eles incluem o conhecimento das intenções do falante/escritor e as rotinas dos eventos de fala, o que contribui para a compreensão do intercâmbio conversacional. Também inclui o conhecimento de categorias discursivas tais como contos, receitas e notícias. De acordo com Fillmore (1982, p.117), trata-se de um “[...] tipo de acionamento de frame igualmente importante”. Um exemplo citado por Lakoff, é o frame DEBATE POLÍTICO, fundamentado nos clássicos programas de debate na TV e no rádio. Esse frame contém dois ou mais DEBATEDORES, de visões antagônicas sobre um determinado assunto, que a cada troca de turno fornecem suas respectivas OPINIÕES enquanto tentam invalidar os ARGUMENTOS um do outro. O debate é orientado por um MODERADOR, que normalmente fica localizado entre os debatedores oponentes. O DEBATE-TELEVISIVO é normalmente estruturado em uma sequência de ASSUNTOS, cuja progressão é orientada pelo moderador.

- Frames de domínio específico - certos conceitos são evocados por frames de domínios conceptuais bem específicos (justiça, religião, política partidária, economia etc.). Esses frames muitas vezes conflitam com frames convencionais. Por exemplo, “assassino” e “inocente” orientam uma construção de sentido específica no domínio da justiça. Nesse domínio, há uma diferença fundamental entre HOMICÍDIO-DOLOSO (matar alguém com a intenção de matar) e HOMICÍDIO-CULPOSO (matar alguém, mas sem a intenção de matar). Nesse domínio, noções como INOCENTE e CULPADO são perfiladas num frame de JULGAMENTO em que pessoas podem ser inocentes mesmo que tenham matado alguém. Fora desse domínio, normalmente as pessoas acionam o frame ENVOLVIMENTO NO CRIME e este frame não apresenta o papel intenção do homicida na sua estrutura.

- Frames sociais (cenários e categorização social) - orientam o  nosso  comportamento  e  as  nossas  expectativas sociais. Podem  ser frames bem  simples, como FAMÍLIA, e complexos, como é o caso de  instituições como ESCOLA, GOVERNO e IGREJA. Normalmente, por ser o nosso primeiro frame social,  o frame FAMÍLIA  serve  de  modelo  para  os  demais frames sociais.

- Frames descritores de eventos - contém  papéis  e  relações  estáticas  e  dinâmicas como  eventos,  estados  e  mudanças  de  estados.  O frame QUEBRAR e o frame MORRER, por exemplo, são descritores de eventos que participam da construção de roteiros.

- Frames roteiro - são frames complexos  que  normalmente  contém  vários  papéis  e ordenam  eventos  cronologicamente.  São  estruturas  de  conhecimento  que  delineiam como   os   eventos   do   dia a dia   se   desdobram.   São   esses frames que   organizam algoritmicamente o nosso conhecimento sobre procedimentos. Sequências de ações que caracterizam   eventos  experienciados, com frequência,  guiam   nossas  expectativas  e formatam comportamentos em situações cotidianas.

- Frames culturais - é  um frame específico  de  uma  dada  cultura.  Cumpre esclarecer   que,   com   exceção   dos   esquemas - I,   todos   os   demais   tipos de frames apresentados aqui passam por uma espécie de filtro cultural.

Para que possamos entender e interpretar um conceito (frame), se faz necessário a compreensão da estrutura global do mesmo. (JONHSON, 1987;  MOREIRA; SALOMÃO, 2012), pois, ao ler e ouvir uma palavra, um frame é ativado no cérebro. 
A Linguística Cognitiva traz contribuições importantes, especificamente à Semântica de frames, sendo uma área que ainda necessita de estudos mais aprofundados.